# Albert Høeberg
Albert Alexander Høeberg (26. april 1879 i København – 21. juli 1949 sammesteds) var en dansk operasanger (baryton).
Høeberg var bror til dirigenten Georg Høeberg og dattersøn af H.C. Lumbye. Han debuterede i 1909 i operaen Kain af Eugen d'Albert. Indtil 1939 var han en af de førende sangere på Det kongelige Teater i roller som Wotan i Valkyrien, Marsk Stig i Drot og Marsk og titelpartiet i Den flyvende Hollænder. Han blev udnævnt til kongelig kammersanger i 1917. På film spillede han rollen som biskop i Carl Th. Dreyers Vredens Dag fra 1943.
Han blev Ridder af Dannebrog 1922, Dannebrogsmand 1929 og modtog Ingenio et arti 1949.
Høeberg er begravet på Bispebjerg Kirkegård.